# Jean Delsarte
Jean Delsarte (Fourmies, 19 ottobre 1903 – Nancy, 28 novembre 1968) è stato un matematico francese, conosciuto per i suoi contributi in analisi matematica. È stato uno dei fondatori del gruppo Bourbaki.